# Březová-Oleško
Březová-Oleško település Csehországban, Nyugat-prágai járásban. Březová-Oleško Petrov, Zvole, Vrané nad Vltavou, Davle, Měchenice és Okrouhlo településekkel határos. Lakosainak száma 1432 fő (2024. január 1.).

## Népesség
A település lakosságának változását az alábbi diagram mutatja:
| Lakosok száma | 195  | 254  | 211  | 398  | 302  | 372  | 1089 | 1198 | 1330 | 1432 |
|               | 1869 | 1890 | 1921 | 1950 | 1980 | 2001 | 2017 | 2019 | 2022 | 2024 |